# Прајор Лејк (Минесота)
Прајор Лејк (енгл. Prior Lake) град је у америчкој савезној држави Минесота.

## Демографија
По попису из 2010. године број становника је 22.796, што је 6.879 (43,2%) становника више него 2000. године.
| Група             | 2000.          | 2010.          |
| Белци             | 14.951 (93,9%) | 20.431 (89,6%) |
| Афроамериканци    | 122 (0,8%)     | 341 (1,5%)     |
| Азијати           | 150 (0,9%)     | 690 (3,0%)     |
| Хиспаноамериканци | 177 (1,1%)     | 482 (2,1%)     |
| Укупно            | 15.917         | 22.796         |